# Палома Блойд
Палома Блойд (нар. 6 березня 1988, Чикаго, США) — американська та іспанська театральна та кіно акторка.

## Біографія
Палома Блойд народилася 6 березня 1988 у Чикаго.

## Фільмографія
- Немає миру для безчесних (2011)
- Вибач за любов (2014)